# Војникова шантелија
Војникова шантелија је прича о војнику и брескви из времена Церске битке, у августу 1914. године. Прича која и данас живи на Церу и спомен комплексу у Текеришу, где су похрањене кости непознатог српског војника које су пронађене у рову на Церу испод једне брескве. Утврђено је да је бресква никла из војниковог грла. И бресква и војникове кости с планине пренесене су у Текериш. Првобитно стабло се неколико година касније осушило. Остарило је, а ђаци текеришке школе обнављаиза новом младицом.

Прича о војниковој брескви почиње средином лета 1914. године, у сред највеће непријатељске офанзиве на планини Цер. У предаху између најжешћих борби безимени церски војник сео је на грудобран свога рова да поједе брескву коју му је поклонила девојка. Загризао је, а онда га залутали метак погоди, јунак клону и свали се у ров. Смртни грч укочио му је вилице и цело тијело, па непоједена бресква остаде у устима. Саборци су га ту и сахранили.
После четири године, у пролеће 1919. године из гроба безименог српског војника никла је млада биљка - бресква. Бујала је и постала велико родно дрво. Откривено је тако што је из земље израслу стабљику брескве, домаћин на чијој је њиви изникла, хтео да је пресади.
Војникова бресква је неисцрпна инспирација за све уметнике, песнике посебно. О овом заветном дрвету и симболом српске издржљивоти своје стихове посветио је и књижевник Љубомир Ћорилић:
Има време за чуда небеска
и за наше обнове земаљске.
Ни богови веровали нису
да из нашег тела бресква цвета.
Гледали су али су не видели
да се спрема земаљско пролеће.
Мислили су да се наше кости
никад неће у цвет преметнути,
да је сдамо земљи даривано
проницање и биља цветање.
Чудили се како је могуће
да смртници тело обнављају
гледајући живот кроз цветове.
Бресква је бујно цветала сваког пролећа и доносила доста сочних плодова. Мештани су је брали али јој никад нико није кидао гране нити је ломио. Веровало се да је добро појести плод ове брескве – за покој душа свих погинулих српских војника на Церу.
И ту није крај приче о брескви, која живи до данас.